# 슬라트코
슬라트코(세르비아어: слаткō / slatkō, "달콤함"을 뜻한다.)은 불가리아, 마케도니아, 세르비아 요리에 쓰이는 과일이나 장미 꽃잎으로 만든 얇은 과일 보존 식품(프리저브)이다. 야생 딸기, 블루베리, 자두 또는 체리를 포함하여 거의 모든 종류의 과일이 재료가 될 수 있다.

## 전통
전통적으로 세르비아와 불가리아 가정에서는 모든 손님이 자리에 앉자마자 슬라트코/슬라드코 한 스푼과 물 한 잔으로 손님을 대접한다. 귀빈에게는 2번 제공되지만, 가정부를 기리기 위해 손님은 한 번 더 요구할 수 있다. 두 번째로 맛보려면 한 숟가락을 더 사용해야 한다. 3번째  요구하더라도, 제공하지 않으면 부적절한 행동으로 간주되지만, 대개는 허용된다. 혹은 같은 방식으로 손님에게 꿀을 제공할 수도 있다(또는 2가지 중 하나를 선택하도록 요청할 수 있다). 유고 슬라비아가 건국되기 전에는 슬라트코의 전통이 사바 강과 다뉴브 강 남쪽의 중앙세르비아 지역에서만 흔하고 널리 퍼져 있었으며, 보이보디나 및 오스트리아-헝가리 제국의 다른 지역에서는 생소한 것이었다.

## 변형
가장 흔한 종류의 슬라트코는 통딸기, 살짝 익지 않은 껍질을 벗긴 자두, 시큼한 체리로 만든 것이다. 라즈베리, 달콤한 체리, 수박, 장미 꽃잎, 모과, 포도, 무화과, 껍질을 벗긴 살구 반등분 및 4등분, 복숭아, 블루베리, 블랙베리, 포도, 붉은 건포도와 같이 다른 신선한 과일도 사용할 수 있다. 매실 슬라트코를 만들 때, 호두 반쪽이나 아몬드를 혼합물에 첨가하거나, 심지어 씨를 대체하기 위해 매실 자체에 넣기도 한다. 세르비아에서는 거의 재배되지 않는 일부 과일과 채소( 대황과 피살리스 등)도 슬라트코를 만드는데 적합한 것으로 입증되었다. 얼린 냉동 베리와 과일도 가끔 사용되며, 이 경우 사용하는 물의 양과 조리 시간도 이에 따라 조정된다.

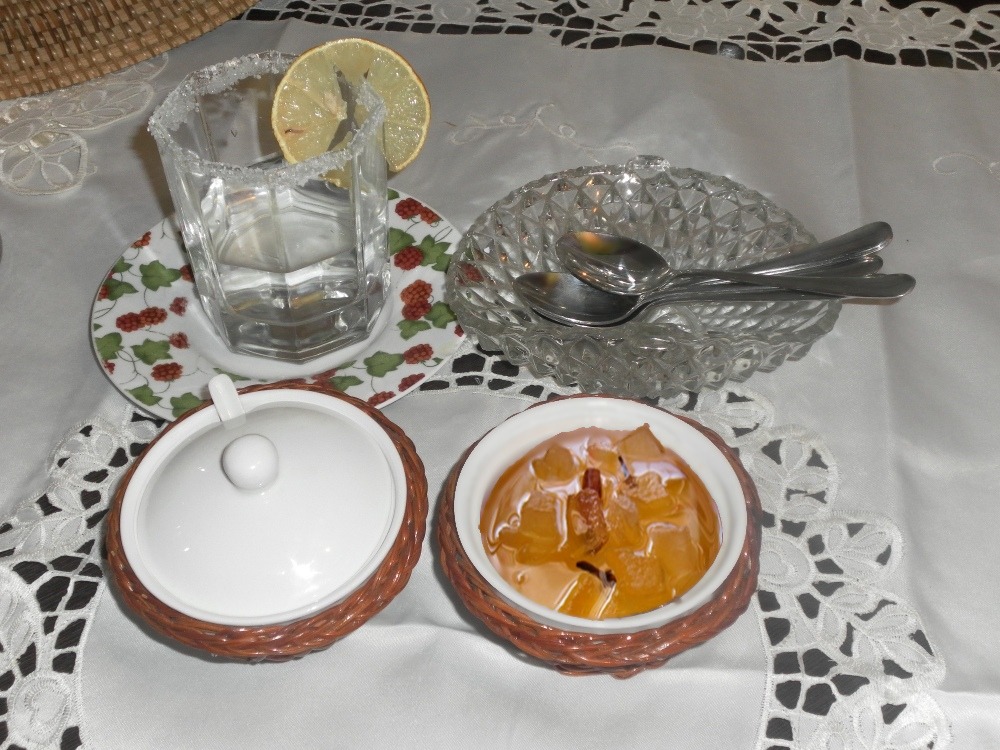
수박으로 만든 슬라트코 - 슬라트코를 제공하는 전통방식
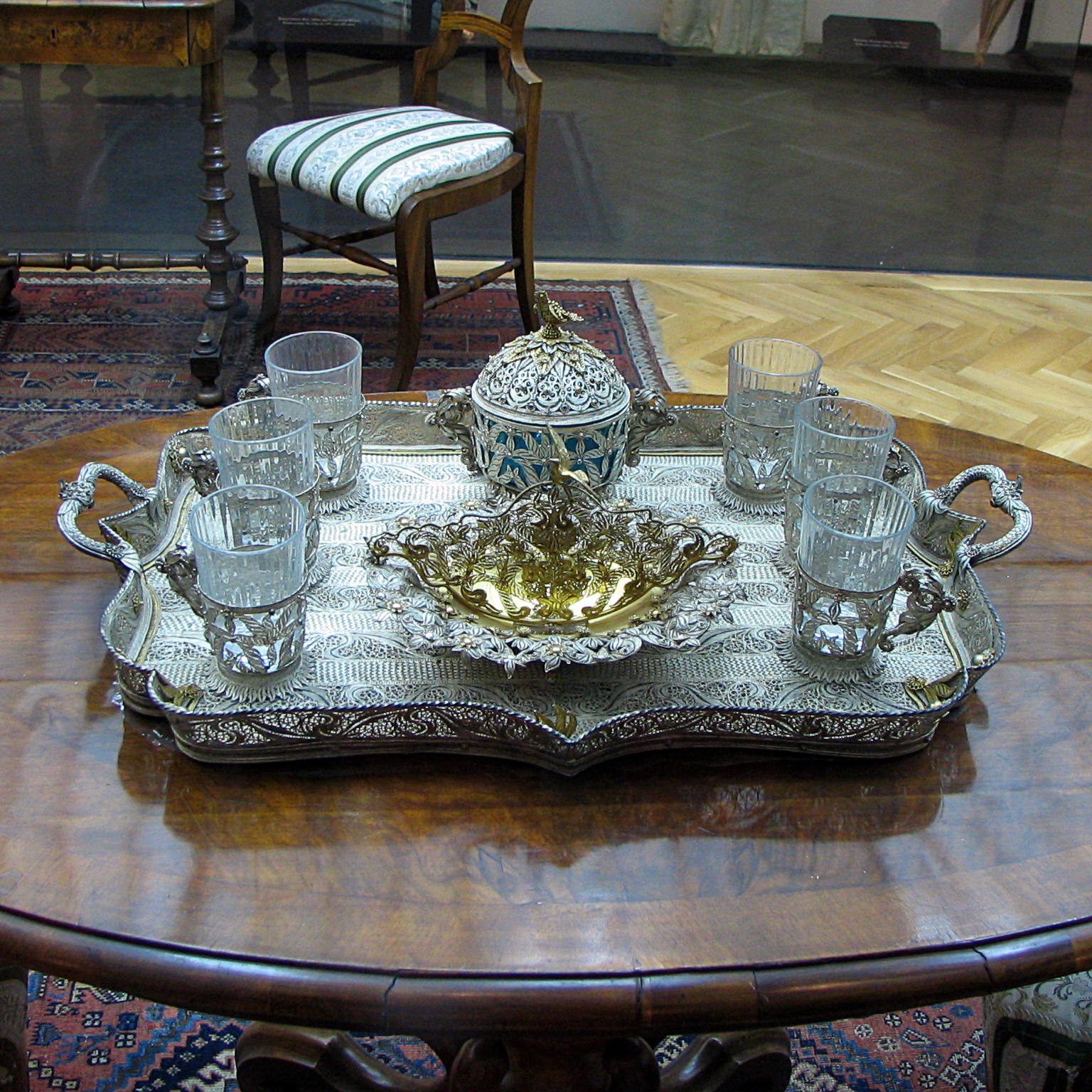
슬라트코와 물을 먹는데 사용되는 식기

## 같이 보기
- 프리저브
- 후식